# 亨利克·弗里斯蒂克·尼尔森
亨利克·弗里斯蒂克·尼尔森（英語：Henrik Frystyk Nielsen，1969年—）是一位丹麥工程師和電腦科學家。他以在萬維網上的開拓性工作和隨後在電腦網路協議方面的工作而聞名。